# Brad Fitzpatrick
Bradley Joseph Fitzpatrick (* 5. února 1980) je americký programátor, známý jako zakladatel sociální síťě LiveJournal. Je také autorem velké škály svobodných softwarů jako například memcached, PubSubHubbub, OpenID nebo Perkeep.

## Život a vzdělání
Fitzpatrick se narodil v Iowě a vyrůstal v Beavertonu v Oregonu. Vystudoval matematickou informatiku na Washingtonské univerzitě v Seattlu. Svoji první společnost, FreeVote.com, založil, když ještě studoval na střední škole.

## Kariéra
LiveJournal začal jako zapisovací program, který Fitzpatrick vytvořil v 1. ročníku na univerzitě. Poté se z něj stala společnost, kterou v lednu 2005 prodal i s mateřskou společností, Danga Interactive, společnosti Six Apart za nezveřejněný obnos peněz a akcií. Byl jmenován hlavním projektantem ve společnosti Six Apart. Společnost opustil v srpnu 2007 a pracoval v Googlu. Po prodeji LiveJournalu společnosti SUP Media se připojil k poradnímu sboru společnosti. V červnu 2010 byl sbor zrušen, čímž byla ukončena jeho činnost ve společnosti. V Googlu pracoval jako softwarový inženýr v týmu pro vývoj programovacího jazyka Go.
V lednu 2020 oznámil, že opouští Google. O tři dny později se připojil k Tailscalu jakožto spoluzakladatel.

## Vyznamenání
V červnu 2014 mu Washingtonská univerzita udělila Fitzpatrickovi cenu za Úspěch v Rané Kariéře.